# Гробницы правителей Чосона

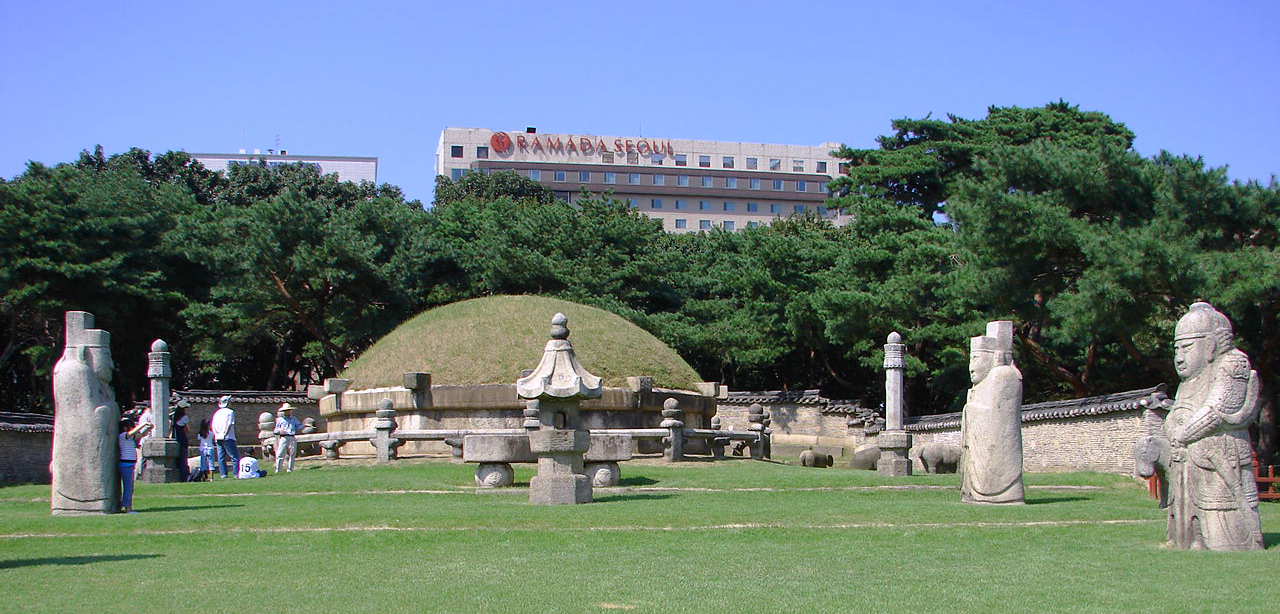
Гробница вана Сонджона в Сеуле.

Гробницы правителей государства Чосон — 40 гробниц ванов и императоров корейского государства Чосон (1392—1910), расположенные на территории Южной Кореи. Гробницы находятся в 18 регионах страны, они были возведены в знак уважения и прославления деяний императоров. В 2009 году они были включены в список объектов Всемирного наследия ЮНЕСКО.
Каждая гробница представляет собой комплекс из нескольких объектов (здания, скульптуры), имеющий сложную структуру — например, область для «встречи» живых и мёртвых, область для молитв предкам, место для поминальных служб, защитные сооружения и так далее.